# Никонов, Валерий Владимирович
Вале́рий Влади́мирович Ни́конов (3 февраля 1942, Москва — 22 января 2019, Москва) — советский и российский кино- и теле- оператор, заслуженный деятель искусств России (2008).

## Биография
Родился в Москве, воспитывался матерью без отца — добровольца 8-й Московской стрелковой дивизии народного ополчения, убитого в октябре 1941 года под Ельней.
 Будучи старшеклассником, занимался в любительской киностудии при Доме пионеров и по окончании школы в 1959 году устроился помощником оператора на ЦСДФ. Уже через год был ассистентом оператора, с конца 1960-х годов начал снимать самостоятельно. Окончил операторский факультет ВГИКа в 1973 году, мастер — П. А. Ногин.
Работал на ЦСДФ (с 1993 года — РЦСДФ) до 1996 года. В период с 1996 по 2007 год — видеооператором в Аппарате Правительства РФ.
C 2010 по 2011 год был главным оператором телеканала «Доверие» (Москва).
Автор более 100 фильмов, а также сюжетов для кинопериодики: «Новости дня», «Пионерия», «По Советскому Союзу», «Советская армия», «Советский воин», «Советское кино», «Хозяин». Многократный призёр отечественных и зарубежных кинофестивалей, обладатель приза Международной ассоциации телевидения «За мастерство в видеопроизводстве».
Был преподавателем и членом художественного совета Высших курсов сценаристов и режиссёров, в течение ряда лет был членом Государственной экзаменационной комиссии ВГИКа.
Член КПСС с 1965 года, член Союза кинематографистов СССР с 1974 года, член Гильдии кинооператоров России.
Похоронен в колумбарии Донского кладбища (колумбарий 2А, секция 26,ряд 3, № 861).

### Семья
- Отец — Владимир Ефимович Никонов (1916—1941), музыкант оперной студии Московской консерватории имени П. И. Чайковского, погиб на фронте в Смоленской области;
- Мать — Антонина Дмитриевна Закатимова (1906—1985)
- Жена — Татьяна Петровна Юрина, режиссёр-документалист, руководитель мастерской во ВГИКе[3].

## Фильмография
- 1969 — Парламентарии Мавритании (совм. с Л. Панкиным)[6]
- 1970 — Солдаты Победы (совм. с группой операторов)[7]
- 1972 — Встреча лётчиков-ветеранов с молодыми лётчиками (совм. с Г. Мякишевым)[8]
- 1972 — Лётчики (совм. с Г. Мякишевым)[9]
- 1972 — Международный день книги
- 1972 — Пылающий континент (совм. с А. Кочетковым)
- 1972 — Рождённое Октябрем
- 1973 — В борьбе закаляется юность планеты (совм. с В. Байковым, И. Бганцевым, В. Извековым, Г. Мякишевым)[10]
- 1973 — Мы — Универсиада (совм. с группой операторов)[11]
- 1974 — Каждую неделю
- 1974 — Рабочий человек (дипломная работа)[12][K 3]
- 1975 — Весна труда (совм. с Г. Мякишевым)[13]
- 1975 — Им жить в 21 веке[14]
- 1975 — Мир дому твоему (совм. с группой операторов)[15]
- 1975 — О нашем театре (совм. с Г. Мякишевым, И. Запорожским, А. Истоминым, А. Хавчиным)[16]
- 1975 — По приказу сердца (совм. с Г. Мякишевым)[17]
- 1975 — Премьер-министр Австралии в СССР (совм. с Г. Епифановым, А. Крыловым)[18]
- 1976 — Вдохновение (совм. с группой операторов)[19]
- 1976 — Дом наш — земля наша[20]
- 1976 — Мирные ветры над Балтикой (совм. с В. Грезиным, А. Истоминым, Ю. Орловым)[21]
- 1976 — Москва строится[22]
- 1976 — Съезд больших свершений (совм. с А. Минаевым, Г. Мякишевым)[23]
- 1976 — Съезд созидателей
- 1976 — Трудовой праздник ЗИЛа[24]
- 1977 — Женская мода[25]
- 1977 — Новая конституция Родины принята (совм. с группой операторов)[26]
- 1977 — Родился ребёнок[27]
- 1978 — Великая Отечественная (СССР, США; совм. с группой операторов)
- 1978 — Основной закон великой страны (совм. с Е. Аккуратовым, В. Доброницким)[28]
- 1978 — Праздник страны (совм. с группой операторов)[29]
- 1978 — ТАСС сообщает[30]
- 1978 — ЦДСА. Время, люди, жизнь[31]
- 1979 — Будущее планеты (совм. с О. Воиновым)[32]
- 1979 — Визит А. Н. Косыгина в Социалистическую Эфиопию (совм. с О. Воиновым, А. Воронцовым)[33]
- 1979 — Моё личное дело[34]
- 1980 — Встречи с Михаилом Исаковским (совм. с В. Макаровым)[35]
- 1980 — Высшая награда Родины (совм. с Г. Епифановым)[36]
- 1980 — Костёр по четвергам[37]
- 1980 — О спорт, ты — мир! (совм. с группой операторов)
- 1980 — Праздник социалистической демократии (совм. с группой операторов)
- 1980 — Солдаты народа — солдаты мира (совм. с группой операторов)
- 1981 — Город встречает праздник (совм. с Г. Епифановым)[38]
- 1981 — Живая связь времён[39]
- 1981 — Лёгкая атлетика. Бег. Олимпиада—80 (совм. с группой операторов)[40]
- 1981 — Лёгкая атлетика. Метания. Олимпиада—80 (совм. с группой операторов)[41]
- 1981 — Первый залп
- 1981 — Рискованные роды (ГДР, ДЕФА)
- 1981 — Советско-арабской дружбе крепнуть[42]
- 1981 — Съезд партии Ленина (совм. с группой операторов)[43]
- 1981 — Товарищ мужчина[44]
- 1981 — Торжественный концерт в Кремле (совм. с группой операторов)[45]
- 1981 — Через гуманизм к миру (совм. с Э. Стояном)[46]
- 1982 — Коммунисты (фильм 1 из серии «Правда Великого Народа») (совм. с А. Минаевым, Г. Мякишевым)[47]
- 1982 — Ритмы голубой магистрали
- 1983 — Ветераны Сопротивления: нет войне (совм. с В. Волковым)[48]
- 1983 — Голос юности — голос разума (совм. с В. Байковым)[49]
- 1983 — Друзья
- 1983 — Размышления о доме Герцена[50]
- 1983 — Союз нерушимый (совм. с группой операторов)[51]
- 1983 — У истоков советской культуры (совм. с В. Волковым)[52]
- 1983 — Федеральный канцлер ФРГ Гельмут Коль в СССР (совм. с В. Волковым, С. Кузминским, Е. Федяевым)[53]
- 1984 — Кино и время (совм. с Г. Епифановым, В. Извековым, С. Кузминским)[54]
- 1984 — Могучая сила содружества (совм. с В. Байковым)[55]
- 1984 — Москва — Хельсинки. Весна 1984 года (совм. с Л. Сокольниковым)[56]
- 1984 — СЭВ — внешняя торговля (совм. с В. Байковым)[57]
- 1984 — Хочу увидеть мир (совм. с Г. Голубовым, А. Зайцевым, Л. Сокольниковым, В. Софроновым)[58]
- 1985 — Визит министра иностранных дел Кубы в СССР (совм. с В. Волковым)[59]
- 1985 — Консультативный совет Социнтерна в Москве (совм. с Е. Федяевым)[60]
- 1985 — Курсом мира и созидания (совм. с Л. Масимовым, В. Извековым, И. Кузнецовым)[61]
- 1985 — Навстречу фестивалю[62]
- 1985 — Памяти Константина Устиновича Черненко (совм. с В. Извековым, В. Ловковым, А. Зайцевым)
- 1985 — СССР — Вьетнам: новый этап сотрудничества (совм. с В. Извековым, Р. Петросовым)[63]
- 1986 — Волшебный фонтан и другие чудеса Сахновки
- 1986 — И слышится Отечества волнующее слово[64]
- 1986 — Интриги любви (фильм-спектакль)
- 1986 — Сахновские зарисовки. Рассказ об одной сельской школе[65]
- 1986 — Соло трубы[66]
- 1986 — Стратегия ускорения (совм. с группой операторов)
- 1987 — Бурда моден в Москве (совм. с В. Байковым, Г. Мякишевым, Ю. Орловым)[67]
- 1987 — Визит Маргарет Тэтчер в СССР (совм. с В. Доброницким, Ю. Орловым, И. Филатовым)[68]
- 1987 — К советско-американской встрече в верхах (совм. с В. Ловковым)[69]
- 1987 — Кривоарбатский, дом 12 (совм. с Ю. Сосницким)[70]
- 1987 — Пока не поздно (совм. с группой операторов)
- 1987 — Профсоюзы: шаг к обновлению (совм. с группой операторов)[71]
- 1987 — Цепочка жизни[72]
- 1988 — Каждый десятый[73]
- 1988 — Мело, мело по всей земле[74]
- 1988 — Сказки для золушек (сом. с Е. Кокусевым)
- 1988 — Чужак[75]
- 1989 — Время Горбачёва (совм. с В. Муратовым)
- 1989 — Несколько комментариев ко вчерашним анекдотам (совм. с С. Кондаковым)[76]
- 1989 — Ныне отпущаеши
- 1989 — Оззи, Скорпионс, Бон Джови… Десант в гнездо гласности (совм. с группой операторов)[77]
- 1989 — Площадь Революции[78]
- 1990 — Абсолютное соло[79]
- 1990 — В ожидании мецената[80]
- 1990 — Людей теряют только раз
- 1990 — Рождественская открытка из 1913 года[81]
- 1991 — Реквием (фильм-балет)
- 1991 — Тереза Ракен (фильм-балет)
- 1992 — Возвращение
- 1992 — Красные леса (совм. с Э. Поппе)
- 1992 — М. С. Частный взгляд на жизнь Президента (совм. с Б. Саксоновым)
- 2004 — Покушение на очевидное
- 2005 — Кровавый круг рода Романовых
- 2005 — Сказка про Ивана-Царевича
- 2006 — Номинант
- 2007 — Новый московский адрес и старомосковские жители
- 2008 — Гибель Арбата
- 2009 — Откровение в грозе и буре
- 2009 — Стихи до востребования
- 2010 — Музей Большой Мечты
- 2010 — Незавершённая «пятилетка» Павла I
- 2011 — Батальон имени Чайковского
- 2012 — Закат надменной цивилизации
- 2013 — Кир Булычёв. Между прошлым и будущим
- 2013 — Фабричные девчонки
- 2014 — Я молился о продлении людям радости на земле
- 2015 — Бизнес-вернисаж

Автор сценария
- 1983 — Друзья

## Награды
- Заслуженный деятель искусств России (10 января 2008)[3]

## Комментарии
1. ↑  По семейному преданию кинематографическую судьбу Никонова предопределили два человека, оба работавшие на Центральной студии кинохроники — В. Штатланд, в одном доме с которым проживала его мать, и Л. Варламов, отвозивший её февральской ночью в роддом[1].
2. ↑  По данным справочника «Документальное кино XX века» под редакцией В. И. Горбатского — окончил ВГИК в 1974 году[2].
3. ↑  Операторская работа в фильме «Рабочий человек» получила приз Фестиваля студенческих фильмов ВГИКа[3].